# Olla (Gefäß)

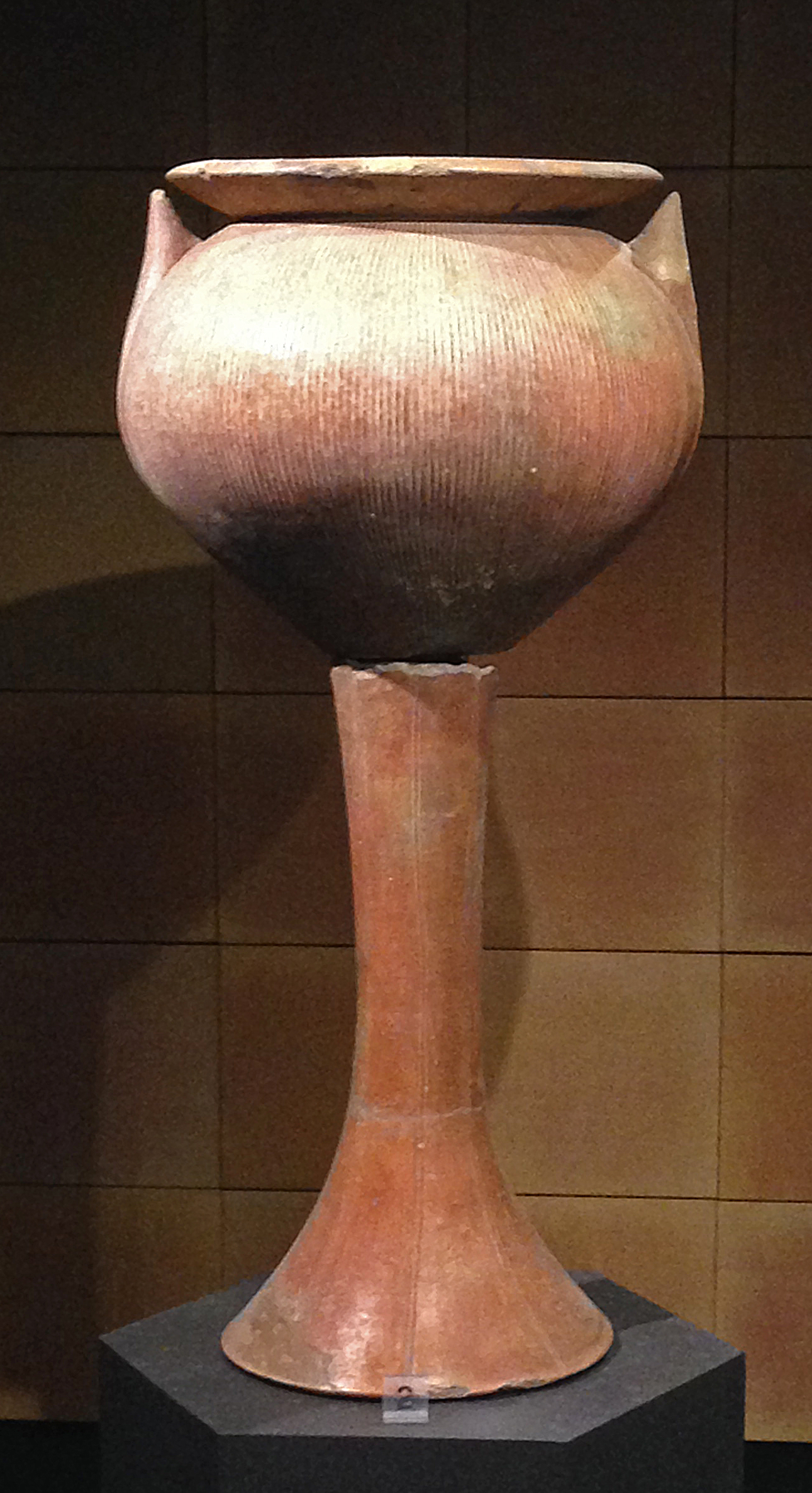
Olla aus der Pantalica I-Phase

Eine Olla ist ein antikes griechisches, henkelloses Kochgeschirr in kugelähnlicher Form, das meist aus Ton und Metall hergestellt wurde. Zum Kochen wurde es auf einen dreifüßigen Untersatz gestellt. Darüber hinaus wurde die Olla auch zum Einlegen von Obst, Fisch und zur Herstellung saurer Milch verwendet. In diesen Fällen fanden auch andere Untersätze Verwendung. In später Zeit wurden Ollai auch aus Glas hergestellt.
Bei den Römern wurde eine Sonderform der Olla, die Olla ossuaria, zur Aufnahme der Asche von Verstorbenen verwendet.
Außerdem fand die Olla besonderen rituellen Gebrauch in der römischen Religion, beispielsweise bei den Arvalbrüdern, den Priestern der Dea Dia, die als Mahl für die Mater Lares mit Puls gefüllte Ollae auf die Erde stießen.
Vom Mittelalter bis zur Frühen Neuzeit wurde mit olla der Topf bzw. Hafen, Kochhafen oder Kochtopf bezeichnet.